# Yeşiltepe, Aksaray
Yeşiltepe là một thị trấn thuộc huyện Aksaray, tỉnh Aksaray, Thổ Nhĩ Kỳ. Dân số thời điểm năm 2010 là 2.565 người.